# 關島闊嘴鳥
關島闊嘴鳥（Myiagra freycineti）是關島特有的一種王鶲。
1970年代初以前，關島闊嘴鳥都仍舊很普遍。由於褐樹蛇於1940年代入侵島內，掠食牠們而令其數量大幅下降。最後於1983年見到牠們的蹤影。綜合島的大小及褐樹蛇的廣泛分佈，相信關島闊嘴鳥已經滅絕。

## 外部連結
- 關島闊嘴鳥的立體圖